# Кричевский, Илья Маратович
Илья́ Мара́тович Криче́вский (3 февраля 1963, Москва — 21 августа 1991, Москва) — советский архитектор, один из трёх погибших защитников Белого дома во время августовского путча 1991 года. Герой Советского Союза (1991, посмертно).

## Биография
Родился в семье преподавателя словесности Инессы Наумовны и архитектора Марата Ефимовича Кричевских.
В 1980 году окончил московскую среднюю школу № 744 имени Петра Еремеева, и в 1986 году — Московский архитектурный институт. Работал архитектором в Государственном проектном институте № 6.
В 1986—1988 годах служил в рядах Советской Армии, младший сержант.
Затем работал архитектором в Проектно-строительном кооперативе «Коммунар». Илья Кричевский писал стихи; посмертно они включались в антологии («Строфы века» Евгения Евтушенко и другие).

### Гибель
19—21 августа 1991 года в период деятельности в Москве Государственного комитета по чрезвычайному положению в СССР (ГКЧП) находился среди тех, кто протестовал против ввода войск в Москву и требовал демократических преобразований. Погиб в ночь с 20 на 21 августа 1991 года в районе подземного туннеля близ Смоленской площади, где на пересечении улиц Чайковского и Нового Арбата толпа заблокировала восемь боевых машин пехоты (БМП) Таманской мотострелковой дивизии.
Пытаясь остановить движение БМП в сторону Смоленской площади, протестующие облили бензином (огневой смесью) БМП № 536, машина загорелась. Покинувший её экипаж под градом камней и металлических прутьев стал перебегать к соседним БМП. Во время посадки в БМП № 521 двое из членов экипажа горевшей машины, прикрывая отход товарищей, производили предупредительные выстрелы в воздух. В этот момент Кричевский, бросив в солдат камень, ринулся к БМП и получил сквозное смертельное ранение в голову. Кем именно сделан выстрел, установить не удалось.
Похоронен в Москве на Ваганьковском кладбище (участок 25), где на его могиле установлен памятник. Памятный знак в честь Кричевского И. М. установлен над подземным туннелем на пересечении Садового кольца с улицей Новый Арбат в Москве.

## Семья
Отец — Марат Ефимович Кричевский (род. 1932) — архитектор, художник. Мать — Инесса Наумовна Кричевская (1932—2000) — перенесла несколько микроинфарктов.
Сестра — Марина Маратовна Кричевская (род. 26.12.1964) — архитектор.
Две племянницы.

## Награды
Указом Президента СССР от 24 августа 1991 года «за мужество и гражданскую доблесть проявленные при защите демократии и конституционного строя СССР» Кричевскому посмертно присвоено звание Героя Советского Союза с вручением ордена Ленина и медали «Золотая Звезда» (№ 11659). По указу Михаила Горбачёва семьи Комаря, Кричевского и Усова получили единовременно по 250 рублей и от ВАЗа — автомобиль «Жигули».
По указу Бориса Ельцина награждён медалью «Защитнику свободной России» № 2.